# بهبود پیش‌تاکید
در پخش‌همگانی اف‌ام، بهبود پیش‌تاکید (به انگلیسی: preemphasis improvement) بهبود در نسبت سیگنال به نویز قسمت فرکانس بالای باندپایه، یعنی سیگنال مدوله‌کننده است، که بهبود حاصل از عبور سیگنال مدوله‌کننده از طریق شبکه پیش‌تاکید قبل از ارسال است.
دلیل اینکه نیاز به تأکید اولیه است این است که فرایند آشکارسازی سیگنال مدوله‌شده با فرکانس در گیرنده، طیف نویز تولید می‌کند که با فرکانس افزایش می‌یابد (به اصطلاح طیف مثلثی). بدون پیش‌تاکید، صدای دریافتی در فرکانس‌های بالا، به‌ویژه در شرایطی که نسبت حامل به نویز پایین است، به‌ویژه در شرایط دریافت حاشیه‌ای، صدای غیرقابل قبولی دارد. پیش‌تاکید، بزرگی فرکانس‌های سیگنال بالاتر را افزایش می‌دهد و درنتیجه نسبت سیگنال به نویز را بهبود می‌بخشد. در خروجی تفکیک‌گر در گیرنده اف‌ام، یک شبکه واتاکید توزیع توان سیگنال اصلی را بازیابی می‌کند.
ضریب بهبود اف‌ام ضریب به دست آمده از تقسیم نسبت سیگنال به نویز (اس‌ان‌آر) در خروجی گیرنده اف‌ام بر نسبت حامل به نویز (سی‌ان‌آر) در ورودی گیرنده است. هنگامی که ضریب بهبود اف‌ام بیشتر از واحد باشد، بهبود در اس‌ان‌آر همیشه به قیمت افزایش پهنای‌باند در گیرنده و مسیر انتقال به دست می‌آید.
آستانه بهبود اف‌ام نقطه ای در گیرنده اف‌ام (مدولاسیون فرکانس) است که در آن پیک‌های سیگنال آراف با پیک‌های نویز حرارتی تولیدشده در گیرنده برابر است. نسبت سیگنال به نویز باندپایه در حدود ۳۰ دسی‌بل در آستانه بهبود معمول است و این نسبت ۱ دسی‌بل برای هر دسی بل افزایش در سیگنال بالاتر از آستانه را بهبود می‌بخشد.